# Osthimosia magna
Osthimosia magna is een mosdiertjessoort uit de familie van de Celleporidae. De wetenschappelijke naam van de soort is voor het eerst geldig gepubliceerd in 1974 door Moyano.